# Le Duel (Conrad)
Pour les articles homonymes, voir Le Duel.
Le Duel est une nouvelle de Joseph Conrad publiée en 1908.

## Historique
Le Duel, un récit militaire est une nouvelle de Joseph Conrad publiée en 1908 dans le Pall Mall Magazine puis incluse la même année dans le recueil de nouvelles A Set of Six (traduit en français par Six nouvelles).

## Résumé
À Strasbourg, à la fin du XVIIIe siècle, le jeune lieutenant de cavalerie d'Hubert est chargé par l'état-major de mettre aux arrêts le lieutenant Féraud qui s'est rendu coupable d'avoir participé à un duel le matin même contre un civil. Ce soir-là, Hubert fait irruption dans le salon de Madame de Lionne pour procéder à l'arrestation, ce que n'apprécie guère le méridional lieutenant qui, devenu instantanément son ennemi juré, considère que cet affront à son honneur ne pourra trouver réparation que dans le sang.  Dès lors, pendant qu'en Europe font rage les guerres napoléoniennes, les deux hommes se retrouvent à intervalles plus ou moins réguliers, afin de poursuivre leur duel.

## Éditions en anglais
- Joseph Conrad, "The Duel: A Military Tale"; illustrated by Russell Flint, Pall Mall Magazine, Vol. XLI (1908): Jan: pp. 65-77 ;  Feb: pp. 193-204 ; Mar: pp. 321-332; Apr: pp.481-489 May: pp. 615-621
- The Point of Honor, en volume édité par The McClure Company, New-York, 1908.
- The Duel, dans le recueil de nouvelles A Set of Six, chez l'éditeur Methuen and Co à Londres, en août 1908.

## Traductions en français
- Le Duel, traduit par Pierre Coustillas, dans Conrad (dir. Sylvère Monod), Œuvres, t. III, Paris : Gallimard, coll. « Bibliothèque de la Pléiade », 1987  (ISBN 9782070111282)
- Le Duel, traduit par Michel Desforges, Toulouse, Éditions Ombres, 1991 ; réédition, Paris : Payot & Rivages, coll. « Bibliothèque étrangère. Rivages poche » no 106, 1993  (ISBN 2-86930-702-0)
- Le Duel, traduit par Marie Picard, Paris : Éditions Sillage, 2010  (ISBN 978-2-916266-75-6)

## Adaptations
- Les Duellistes (The Duellists), film britannique réalisé par Ridley Scott, sorti en 1977.
- Duel, bande dessinée, scénario et dessin de Renaud Farace, Casterman, 2017